# جوناثان رويز (لاعب كرة قدم)
جوناثان رويز (بالهولندية: Jonathan Ruiz)‏ (1 يونيو 1995 بأروبا في مملكة هولندا - ) هو لاعب كرة قدم هولندي في مركز الوسط. شارك مع منتخب أروبا تحت 20 سنة لكرة القدم ومنتخب أروبا لكرة القدم. أما مع النوادي، فقد لعب مع SV Britannia ‏.

## وصلات خارجية
- جوناثان رويز على موقع قاعدة بيانات كرة القدم.إي يو (الإنجليزية)
- جوناثان رويز على موقع ناشيونال فوتبول تيمز (الإنجليزية)
- جوناثان رويز على موقع Soccerway.com (الإنجليزية)